# Yana Tuniyants
Yana Artúrovna Tuniyants (en kazajo: Яна Артуровна Туниянц; 29 de octubre de 1972) es una deportista kazaja que compitió en tiro con arco, en la modalidad de arco recurvo.
Ganó una medalla de bronce en el Campeonato Mundial de Tiro con Arco al Aire Libre de 1993 y una medalla de plata en el Campeonato Mundial de Tiro con Arco en Sala de 1997. Participó en los Juegos Olímpicos de Atlanta 1996, ocupando el octavo lugar en la prueba de equipo.

## Palmarés internacional
| Campeonato Mundial al Aire Libre | Campeonato Mundial al Aire Libre | Campeonato Mundial al Aire Libre | Campeonato Mundial al Aire Libre |
| Año                              | Lugar                            | Medalla                          | Prueba                           |
| -------------------------------- | -------------------------------- | -------------------------------- | -------------------------------- |
| 1993                             | Antalya (Turquía)                | Medalla de bronce                | Individual                       |
| Campeonato Mundial en Sala       |                                  |                                  |                                  |
| Año                              | Lugar                            | Medalla                          | Prueba                           |
| 1997                             | Estambul (Turquía)               | Medalla de plata                 | Equipo                           |